# Los Javaloyas
 Los Javaloyas ist eine 1952 gegründete spanische Popband. Laut einiger Medienartikel war die Formation 2014 die dienstälteste Pop-Band des Landes.

## Geschichte
Der Bandname des heutigen Sextetts, dem aktuell drei Mallorquiner angehören, geht zurück auf den Gründer und Frontmann Luís Pérez Javaloyas (Gesang, Klavier und Flöte), damals 24 Jahre alt. Er schloss sich in Valencia mit fünf Musikern zusammen. Nach dem Umzug in das tourismusdominierte Palma, waren Rafael Torres (Akkordeon und Gitarre), Antonio Felany (Schlagzeug und Trompete), Serafin Nebot (Saxophon, Klarinette und Violine) und Tony Covas (Kontrabass) mit von der Partie.
Anfangs spielte die Band auf Mallorca, später folgten Auftritte in europäischen Städten, dann auch weltweit. In Deutschland spielten sie ein gemeinsames Konzert mit den Beatles. In den 1970er Jahren trat die Band bei verschiedenen Schlagerfestivals auf. Zudem waren sie in zwei Filmen, gedreht in Caracas und Rom, mit dabei. Am 5. November 2014 wurden die noch lebenden Bandmitglieder mit einem Konzertabend im Teatro Principal von Palma geehrt.

## Diskografie

### Alben
- 1965: En Mallorca, La Voz De Su Amo
- 1968: Los Javaloyas, La Voz De Su Amo

### EPs/Maxi-Singles/Singles
- 1960: Eres Diferente / Papá Quiere A Mamá / Los Niños Del Pireo / Tom Pillibi, Discos Belter
- 1960: La Violetera / Ay Cosita Linda / Quien Te Va A Querer / Chipichipi, Discos Belter
- 1964: Violeterra / Triana, Sonobel
- 1964: Tijuana, La Voz De Su Amo (7″-Single)
- 1964: Paradise Of Love / Ave Maria En El Morro / Les Montanyes / Mallorca Bella, La Voz De Su Amo
- 1964: Everything's Al'Right / Nuestro Juramento / No Me Digas Adios / Tu No Tienes Corazon, La Voz De Su Amo
- 1964: Sapore Di Sale / Hippy, Hippy Shake / La Mama / Desata Mi Corazon, La Voz De Su Amo
- 1964:  No Tiene Edad / La Buenaventura / Cala D'Or / El Porompompero, La Voz De Su Amo
- 1965: Socorro, La Voz De Su Amo
- 1965: La Playa De Palma, La Voz De Su Amo
- 1965: Rag Doll, La Voz De Su Amo
- 1965: En Una Isla Maravillosa, La Voz De Su Amo
- 1965: Il Festival Internacional de la Canción de Mallorca, La Voz De Su Amo
- 1966: La Ola Marina / El Gorrion / Sucu Sucu / Caminito Del Alma, Discos Belter
- 1966: Bomboncito Melocotón / El Album De Fotos / Papá Quiere A Mamá / Yo Tengo Una Muñeca, Discos Belter
- 1966: Todo Murio Sin Tu Amor / Reir, Reir, Reir / Margarita / Vuelo 502, La Voz De Su Amo
- 1966: Tu Amor De Ayer – "Yesterday Man", La Voz De Su Amo
- 1966: Reir Reir Reir / Tut Ja Est Mort, La Voz De Su Amo
- 1966: Sunny / Una Sombra, La Voz De Su Amo
- 1966: Barbara Ann / Un Hombre Llorará / Mi Verdad / Vivir Contigo, La Voz De Su Amo
- 1967: Un Eterno Amor, La Voz De Su Amo / Balada De Bonnie Y Clyde / Dias De Pearly Spencer / Lo Que Fue, La Voz De Su Amo
- 1967: Amor Es Mi Cancion / Marilu, La Voz De Su Amo
- 1967: Bona Nit / Ella Torna, La Voz De Su Amo, La Voz De Su Amo
- 1967:  Un Hombre Y Una Mujer / La Cancion De Lara, La Voz De Su Amo
- 1967: Verano En Mallorca Con Los Javaloyas, La Voz De Su Amo
- 1967: Buenas Vibraciones (Good Vibrations) / Quiero Que Me Quieras (Gimme Some Loving) / Tal Vez Un Día… / Has Pasado A La Historia (Out Of Time), La Voz De Su Amo
- 1967: Mágicos Colores / Fuí Feliz / Naciste Para Mi / Palabras Nuevas, La Voz De Su Amo
- 1967: Vamos A San Francisco / Cuando Salí De Cuba, La Voz De Su Amo
- 1968: El Poronpompero / La Buenaventura, La Voz De Su Amo
- 1968: Otra Vez Mas / Santo Domingo, La Voz De Su Amo
- 1968: Cuando Me Enamore / Paradise Of Love, La Voz De Su Amo
- 1968: Honey / Don Simon, La Voz De Su Amo
- 1969: La Chevecha / Quisiera, La Voz De Su Amo
- 1969: La Chevecha / Quisier, La Voz De Su Amo
- 1969: La Golondrina / Un Poco Mas, La Voz De Su Amo
- 1969: Quiero Volver A Mi Pais / Por Tu Amor, La Voz De Su Amo
- 1969: Javaloyas 69, Orlador
- 1970: Asi Es Alicante / La Dama De Elche, EMI/Odeon
- 1970: Y Volveré / El Mago, EMI/Odeon
- 1971: Dum, Dum / Ra-Ta-Ta, EMI/Odeon
- 1971: Va Cayendo Una Lágrima / Mi Única Razón, EMI/Odeon
- 1971: La Chica De La Ladera (Menina Da Ladeira) / No Me Molestes Más (Hey Girl Don't Bother Me), EMI/Odeon